# Édouard Bouët-Willaumez
Pour les articles homonymes, voir Bouet et Willaumez.
Louis Édouard Bouët-Willaumez, né le 24 avril 1808 à Brest et mort le 9 septembre 1871 à Maisons-Laffitte, est un officier de marine et explorateur français. Amiral en 1865, il est connu pour ses explorations du fleuve Sénégal et du golfe de Guinée qu'il a relatées dans plusieurs ouvrages.

## Biographie

### Un marin des colonies
Fils d'un négociant de Lambézellec Alexandre Bouët, qui fut maire de sa commune, Louis Édouard Bouët est le neveu de l'amiral Willaumez, qui l'adopte en 1844 en lui léguant son titre héréditaire de comte car il n'a pas d'enfants. Bouët prend alors le nom de Bouët-Willaumez. Son mariage en 1845 avec la fille du vice-amiral Le Marant, vice-président du Conseil d'Amirauté, consolide les appuis qui favorisent sa carrière.
Il fait une partie de ses études au collège de Vendôme. Sorti de l'école navale d'Angoulême en 1824, il embarque comme aspirant et participe à la bataille de Navarin et à l'expédition de Morée. Nommé enseigne de vaisseau en 1829, il assiste à la prise d'Alger.
Promu lieutenant de vaisseau en 1834, il est envoyé au Sénégal où il mène des explorations navales en remontant le fleuve sur l’aviso à vapeur l’Africain et en cabotant sur la côte d'Afrique sur La Malouine. Il réprime la traite négrière et conclut des traités de commerce et de protection avec des chefs côtiers du golfe de Guinée, en particulier avec des rois mpongwè du Gabon en 1839, 1841 et 1843. Le 9 février 1839 il signe avec le "roi Denis", un chef local, un traité d'alliance ; le 18 mars 1841 il en signe un autre avec Louis Ré-Dowé, un chef mpongwé, qui place celui-ci sous la protection de la France, et signe encore d'autres traités avec des chefs locaux des régions du Cap Esterias et du Cap Lopez les années suivantes. Le commandant Bouët est entre 1843 et 1845 gouverneur du Sénégal, mais c'est lui qui décide en 1843, de faire construire le fort d'Aumale, non loin duquel il fait construire un village, qu'il dénomme Libreville, pour y faire vivre des esclaves libérés d'un brick négrier, l'Eliza. Dans cette localité devenue la capitale du Gabon, l'avenue Bouët et le quartier du Mont-Bouët rappellent le souvenir du commandant Bouët. 
Capitaine de corvette en 1840, il exerce les fonctions de gouverneur du Sénégal de 1842 à 1845, période durant laquelle il étend la souveraineté de la France en ouvrant des comptoirs de commerce à Assinie et Grand-Bassam.

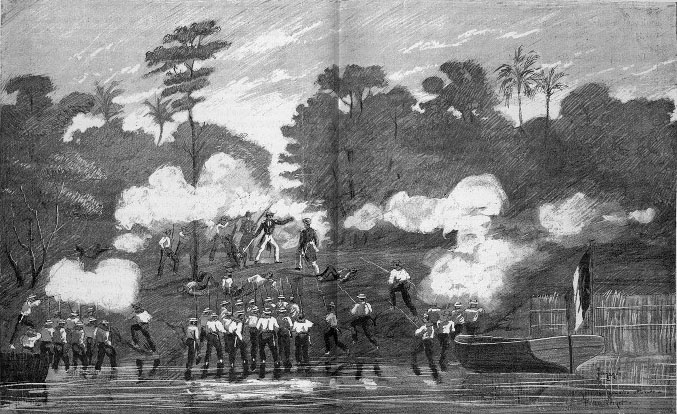
« Le commandant E. Bouët-Willaumez attaque et châtie les peuplades insurgées de Grand-Bassam » (gravure de 1890)

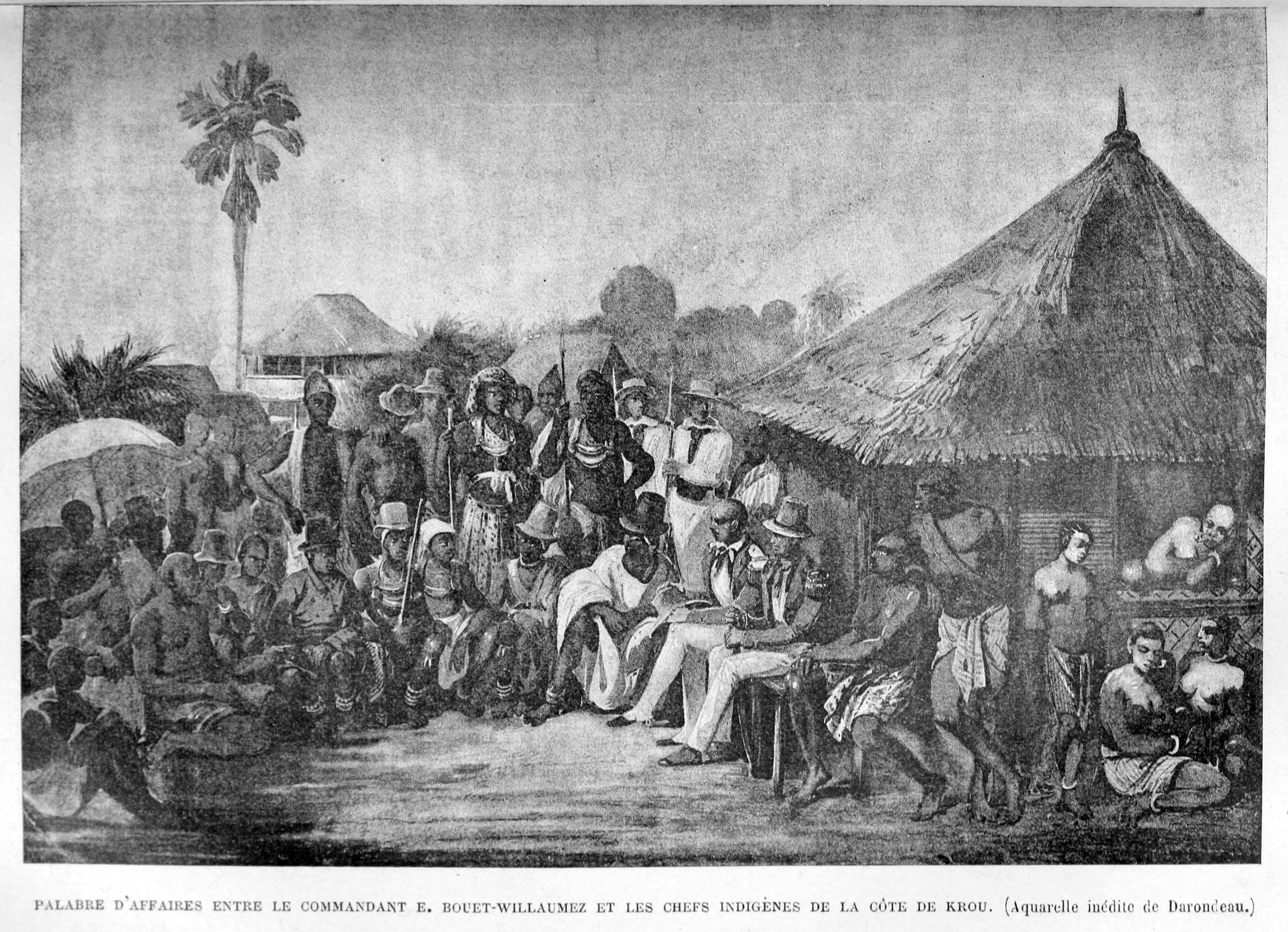
« Palabre d'affaires entre le commandant E. Bouët-Willaumez et les chefs indigènes de la côte de Krou » (1890)

En 1844, il fait partie de l'expédition dirigée par le prince de Joinville qui s'empare de Mogador. Il est promu capitaine de vaisseau en récompense de son rôle actif dans ce succès.
Embarqué à bord de la frégate Pénélope comme commandant des quatorze bâtiments de la division navale des côtes occidentales d'Afrique de 1848 à 1850, il a pour mission de lutter activement contre la traite et de rétablir la souveraineté française sur des points côtiers insurgés, où il rétablit le commerce français. Il signe un traité avec le roi du Dahomey en 1851.

### Amiral et stratège
Devenu chef d'état-major de l'escadre de l'amiral Hamelin en 1853 et promu contre-amiral le 2 décembre 1854, il participe aux opérations navales de la guerre de Crimée et organise avec une grande efficacité le débarquement près de Sébastopol.
En 1856, il commande la flotte du Levant. En 1859, il contribue marginalement à la campagne d'Italie à la tête de la flotte de siège de l'Adriatique.
Élevé au rang de vice-amiral le 9 juillet 1860, il exerce les fonctions de préfet maritime à Cherbourg en 1860 puis à Toulon de 1861 à 1864. Il commande ensuite l'escadre de la Méditerranée, à bord de laquelle il transporte l'empereur Napoléon III venu effectuer en 1865 une visite officielle en Algérie.
Il est nommé amiral et sénateur en 1865.
Dans les commissions d'étude et les instances décisionnaires de la marine, il se montre un tacticien imaginatif et œuvre pour la modernisation de l'outil naval. Influent et apprécié de l'Empereur, il promeut la généralisation des navires à vapeur et l'emploi de cuirassés à éperons. Il préconise la réorganisation des flottes en divisions, l'évolution des tactiques de combat naval pour les flottes cuirassées, et l'amélioration des moyens de défense des côtes et des ports. Il encourage l'abandon des bâtiments de guerre à coque en bois, technologiquement dépassés, pour les navires en métal. Théoricien de la puissance navale, il est à ce titre un précurseur des thèses de l'amiral Mahan.
Lors de la guerre franco-prussienne de 1870, il est désigné à la tête de l'escadre du Nord, destinée à mener une opération combinée dans la Baltique dont il avait élaboré les plans dès 1868. Mais la déconfiture rapide des opérations militaires terrestres fait abandonner les préparatifs de cette expédition. C'est le dernier épisode de la carrière de ce grand marin.
Il meurt le 9 septembre 1871 à Maisons-Laffitte, des suites d'une maladie du foie contractée au Sénégal. Il est inhumé au cimetière du Père-Lachaise à Paris (4e division),.

## Distinctions
Ses décorations françaises et étrangères (ainsi que leur écrin) ont été offertes par sa famille au musée national de la Légion d'honneur et des ordres de chevalerie, et y sont exposés.
Décorations françaises :
- Grand-croix de la Légion d'honneur : chevalier 30 mai 1837 ; officier 18 septembre 1839 ; commandeur 6 octobre 1849 ; grand officier 12 juin 1856 ; Grand-croix 30 décembre 1868 ;
- Médaille militaire, le 29 décembre 1866 ;
- Médaille d'Italie, en 1860.

Décorations étrangères :
- Commandeur de l'Ordre du Bain (Royaume-Uni), le 29 décembre 1856 ;
- Commandeur de l'Ordre du Médjidié (Turquie), en 1857 ;
- Grand-officier de l'ordre militaire de Savoie (royaume de Sardaigne), en 1860 ;
- Grand-officier de l'Ordre des Saints-Maurice-et-Lazare (royaume de Sardaigne), en 1862 ;
- Grand-croix de l'Ordre de Pie IX (Saint-Siège), en 1863 ;
- Grand-croix de l'ordre du Sauveur (Grèce), en 1865 ;
- Classe majeure du Nichan Iftikhar (régence de Tunis), en 1865 ;
- Médaille de Crimée (Royaume-Uni), avec barrettes «Mer d’Azoff» et «Sébastopol», 1857.

## Hommages
L'avenue Bouët est l'une des plus grandes artères de Libreville ; un quartier de la ville porte le nom de Mont-Bouët. 
À Abidjan (Côte d'Ivoire), la commune qui abrite le port a été nommée Port-Bouët en son hommage. De même, à Saint-Louis (Sénégal), Bouetville est le nom des quartiers les plus anciens, situés près du pont Faidherbe.
En Bretagne, au moins quatre rues portent son nom.
Un torpilleur portant son nom, lancé en 1886 aux chantiers Claparède, mesurant 41 mètres de long et 8 mètres de large, ayant un équipage de 22 hommes, coula le 1er septembre 1900 sur la Roche Gautier, près des Roches Douvres, non loin de l'île de Bréhat.
Une série de quatre timbres à son effigie a été émise en Afrique équatoriale en 1938.

## Publications
L'amiral Bouët-Willaumez est l'auteur de plusieurs études concernant la traite, la navigation sur les côtes d'Afrique, l'histoire navale et la tactique de la guerre à la mer :
- Carte de la côte occidentale d'Afrique dressée pour l'intelligence des croisières à établir devant les foyers de traite (1845)
- Description nautique des côtes de l'Afrique occidentale comprises entre le Sénégal et l'Équateur (1846)
- Rapport à Son Excellence le vice-amiral baron de Mackau... sur les résultats obtenus par suite de la transformation d'un paquebot transatlantique de 450 chx en frégate et sur plusieurs innovations introduites dans le personnel et le matériel de l'escadre des côtes occidentales d'Afrique (1847) [lire en ligne]
- Commerce et traite des noirs aux côtes occidentales d'Afrique (1848) [lire en ligne]
- Campagne aux côtes occidentales d'Afrique (1850)
- Les Colonies françaises en 1852 (1852)
- La Flotte française en 1852 (1852)
- Parallèle historique des principales batailles de terre et de mer (1853)
- Batailles de terre et de mer, jusques et y compris la bataille de l'Alma (1855)
- Tactique supplémentaire à l'usage d'une flotte cuirassée (1865)
- Questions et réponses au sujet de nos forces navales (1871)

## Famille
- Ses frères, ainsi que l'un de ses neveux, ont aussi eu une carrière brillante, soit dans l'armée, soit dans la vie littéraire.